# Zawołżje
Zawołżje – miasto w Rosji, w obwodzie niżnonowogrozskim. W 2010 roku liczyło 40 460 mieszkańców.